# Miguel Núñez Pinto
Miguel Núñez Pinto (Arequipa, 2 de mayo de 1938[cita requerida]) es uno de los precursores de la poesía lonnca arequipeña. Ha publicado varios libros.